# Fernando Terremoto

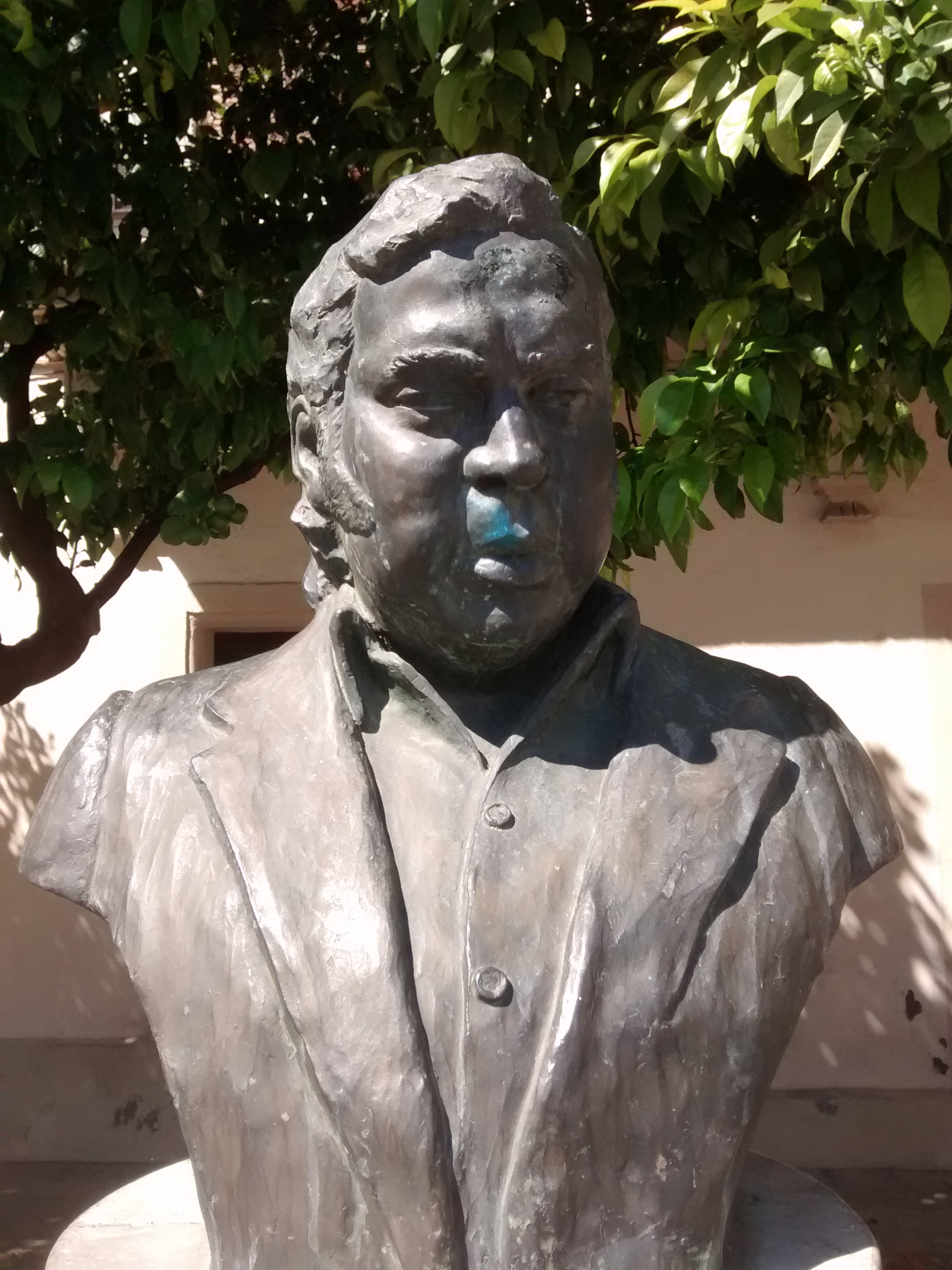

Fernando Fernández Patoja (* 11. Mai 1969 in Jerez de la Frontera; † 13. Februar 2010 ebenda), bekannt unter seinen Künstlernamen Fernando Terremoto und Terremoto hijo, war ein spanischer Flamenco-Sänger.

## Leben
Der Vater von Fernando Terremoto war Terremoto de Jerez, einer der bekanntesten Flamencosänger seiner Zeit. Der Sohn erlernte zunächst das Gitarrenspiel, wandte sich jedoch alsbald dem Gesang zu. 1989 debütierte er in der Vereinigung Don Antonio Chacón de Jerez, auf der Gitarre begleitet von Moraíto Chico. Er begann in Vereinen und auf Festen zu singen und zog schließlich nach Madrid, um dort zu Zambras zu singen.
Es folgten Soloauftritte bei großen Veranstaltungen, unter anderem beim Arco de Santiago, einer Veranstaltung der Expo 92 in Sevilla. Bei der Flamenco-Biennale von Sevilla 1994 trat er bei Chachipen auf, einer Darbietung der Compañía Manuel de Paula. 1996 gewann er den ersten Preis für Gesang beim Wettbewerb für junge Interpreten bei der Flamenco-Biennale. 1997 tourte er mit dem Zyklus Conocer el flamenco gemeinsam mit Niño Josele und Israel Galván durch die Provinz Sevilla.
Im selben Jahr nahm er an der Uraufführung von Antonio el Pipas Werk Vivencias teil. 1998 sang er in der Show Al son de Moraíto im Teatro Lope de Vega in Sevilla. Bei XV. Wettbewerb von Córdoba machte er Furore, indem er gleich drei Preise gewann: den Premio Manuel Torre für Seguiriya und Toná, den Premio Niña de los Peines für Soleá por Bulerías und Bulería, und den Premio Antonio Chacón für Malagueña und Taranto.
Fernando Terremoto war auch als Komponist tätig; als solcher schuf er 1989 La herencia de la sangre und 1997 Cosa natural. Ferner trug 1991 zu den Seguiriyas und Fandangos in Voces flamencas de la Campiña, Bahía y Sierra bei.
2001 trat er in der Gruppe von Antonio el Pipa in De la tierra auf. Obwohl er 2004 einen Herzinfarkt erlitt, setzte er seine Karriere fort. 2005 sang er in Israel Galváns Gruppe in La edad de oro. Im selben Jahr wurde er in Madrid mit dem Premio Tío Luis el de la Juliana ausgezeichnet. 2006 trat er erneut in der Gruppe eines Kollegen auf, nämlich bei Pedro Ricardo Miño in Piano con duende. Bei der Biennale von Sevilla 2006 präsentierte er sein erstes Gesamtwerk Calendario mit Seguiriyas, Fandangos, Tientos-Tangos, Soleares por Bulerías, Bulerías und Malagueñas. Bei Israel Galván sang er 2007 erneut in El final de este estado de cosas.
Im Februar 2009 wurde ihm ein bösartiger Hirntumor festgestellt, an dem er ein Jahr später verstarb.

## Gesang
Ángel Álvarez Caballero hob hervor, dass Fernando Terremoto nicht nur in der Physis, sondern auch in der Intensität und im Stil seiner Darbietungen seinem Vater Terremoto de Jerez sehr ähnlich sei. Anders als dieser bereite der Sohn sich jedoch sorgfältiger auf seine Auftritte vor und verlasse sich nicht nur auf seine Intuition.
Der Kritiker Francisco Sánchez Múgica schilderte 2009 die durchdringende Intensität von Terremotos Gesang. Sein Gesang dringe gnadenlos ein, durchweiche gewissermaßen den Zuhörer. Der Gesang sei von Anfang bis Ende sorgfältig ausgearbeitet, voller Gefühl und von überwältigendem Reichtum.